# Iwan Assen III.
Iwan Assen III. (bulgarisch Иван Асен, mittelgriechisch Ἰωάννης Ἀσάνης; * 1259/1260; † 1303) war von 1279 bis 1280 Zar von Bulgarien.

## Leben
Iwan Assen war ein Angehöriger der bulgarischen Herrscherdynastie Assen. Er war der älteste Sohn von Mizo Assen und Maria Assenina und somit ein Enkel von Iwan Assen II. Als Kleinkind kam er um 1263 mit seinem Vater, der den Zarenthron sechs Jahre zuvor an Konstantin Tich Assen verloren hatte, nach Konstantinopel an den Hof des byzantinischen Kaisers Michael VIII. Palaiologos.
Nachdem in Bulgarien der Usurpator Iwajlo 1277 die Herrschaft übernommen und kontinuierlich ausgebaut hatte, entschied sich Michael VIII. dafür, den jungen Prätendenten Iwan Assen als eigenen Kandidaten aufzubauen. Er verlieh ihm die Despotenwürde, gab ihm seine älteste Tochter Irene zur Frau und stattete ihn mit einer schlagkräftigen Armee aus. Iwajlo konnte sich eine Zeitlang gegen die Byzantiner verteidigen, unterlag dann aber 1279 bei Silistra ihren mongolischen Verbündeten. Als sich in Tarnowo das falsche Gerücht verbreitete, Iwajlo sei im Kampf gefallen, öffnete die Stadt die Tore für Iwan Assen, der daraufhin als Zar von Bulgarien anerkannt wurde.
Um seine Herrscherposition in Tarnowo zu festigen, verheiratete Iwan Assen III. seine Schwester Kira Maria mit dem mächtigen Boljaren Georgi Terter, dessen erste Ehe mit Maria, Tochter des Despoten Jakob Swetoslaw, dafür annulliert wurde. Es gelang dem neuen Zaren nicht, überall im Bulgarenreich Anerkennung zu finden. Iwajlo erschien wieder vor den Mauern der Hauptstadt und eröffnete die Belagerung;  zwei Versuche der Byzantiner, die Eingeschlossenen zu entsetzen, wurden von ihm vereitelt. Angesichts der Aussichtslosigkeit ihrer Lage flohen Iwan Assen III. und Irene Palaiologina 1280 heimlich aus Tarnowo, wobei sie ausgesuchte Stücke des Kronschatzes mitnahmen. Vom Hafen Mesembria (Nessebar) aus erreichten sie auf dem Seeweg Konstantinopel, wo der über ihre Feigheit erzürnte Michael VIII. sich mehrere Tage lang weigerte, sie zu empfangen.
1280 oder 1281 reiste Iwan Assen ins Khanat der Goldenen Horde mit dem Gesuch um Waffenhilfe für seine Rückkehr auf den bulgarischen Thron. Der Mongolenhäuptling Nogai Khan ließ zwar Iwans Rivalen Iwajlo umbringen, unternahm aber keinen ernsthaften Versuch, den inzwischen zum Zaren avancierten Georgi Terter zu stürzen und Iwan Assen III. wieder in Tarnowo an die Macht zu bringen. Dieser zog sich enttäuscht ins Exil auf die Domäne seines Vaters am Skamandros in der Troas zurück, wo er 1303 starb.

## Familie
Iwan Assen III. und Irene Palaiologina wurden die Stammeltern der großen und einflussreichen Asanes-Linie in Byzanz, die bis zum Ende des Reichs im 15. Jahrhundert zahlreiche hohe Amts- und Würdenträger stellte. Sie hatten folgende Kinder:
1. Michael Assen, bulgarischer Titularzar
2. Andronikos Asanes
3. Isaak Asanes
4. Manuel Asanes
5. Konstantin Asanes
6. Theodora Asanina
7. Maria Asanina, Ehefrau des Kaisars Roger de Flor

Iwan Assens Enkelin Irene Asanina war mit Kaiser Johannes VI. Kantakuzenos verheiratet, seine Urenkelin Helena Kantakuzene mit Johannes V. Palaiologos.